# Largny-sur-Automne
Largny-sur-Automne es una comuna francesa situada en el departamento de Aisne, de la región de Alta Francia.

## Geografía
Está ubicada a orillas del río Automne, a 22 km al suroeste de Soissons. 

## Demografía
| 316 | 288 | 319 | 250 | 244 | 259 | 231 | 248 |
| Para los censos de 1962 a 1999 la población legal corresponde a la población sin duplicidades (Fuente: INSEE [Consultar]) |     |     |     |     |     |     |     |